# Masia en Samà
La Masia en Samà és una obra de Vilanova i la Geltrú (Garraf) protegida com a Bé Cultural d'Interès Local.

## Descripció
Masia de coberta a dues vessants amb capcer a la façana lateral amb construccions complementàries adossades i aïllades.
L'edifici primitiu és de planta sensiblement rectangular compost de planta baixa i una planta pis sota coberta a dues vessants i amb carener paral·lel a la façana principal. Trobem un pati tancat per un baluard flanquejat per dos porxos: un d'entrada a la masia i amb terrat superior i l'altre adossat al magatzem. El magatzem de vi està format per una nau de planta rectangular amb dos nivells interiors que s'acusen en el volum exterior i amb cobertes a dues vessants. Hi ha un cos aïllat destinat a porxos i galliners.
Les parets de càrrega són de paredat comú i totxo.
La part destinada a habitatge amb portal d'arc carpanell i tres balcons amb llinda i llosa de pedra, un dels quals dona al terrat del cos d'entrada. El magatzem de vi té portals d'arc rebaixat de maó, petits ulls de bou, finestral simulat amb arquets de totxo al capcer i ràfecs de totxo i teula. El cos d'entrada té un arc carpanell, una capelleta de ceràmica i xemeneia troncocònica de trencadís.

## Història
La casa era coneguda per corral d'en Martí, família que procedia del Padruell. La família Samà la va comprar i a partir del 1910 la reformà sota la direcció de l'arquitecte Josep Font i Gumà, que la convertí en la masia modernista que veiem a l'actualitat.